# مكافحة تخريب البرمجيات
تخريب البرمجيات هو عملية صنع البرمجيات بوظائف غير مقصودة إما عن طريق العبث مع رمز البرنامج أو عن طريق تغيير السلوك بطريقة أخرى. على سبيل المثال، يمكن استخدام الرمز بالتلاعب لتغيير رمز البرنامج لتحميل قواعد الخبيثة أو الاستدلال. إدخال إس كيو إل هو شكل من أشكال التخريب لغرض الفساد أو سرقة البيانات وعازلة الفيضانات هي شكل من أشكال التخريب لغرض الوصول الغير المصرح به. هذه الهجمات هي أمثلة على قرصنة الكمبيوتر.
مكافحة تخريب البرمجيات (مكافحة تخريب البرمجيات):هو الكشف عن التخريب ومحاولة إيقاف آثار الاختراق. تطبيقات البرمجيات عرضة لآثار التخريب طوال دورة حياتها من التطوير إلى النشر، ولكن بشكل خاص في التشغيل والصيانة.
الحماية من التخريب يمكن أن يتحقق في كلتا الطريقتين الثابتة والديناميكية:
- مكافحة التخريب الثابتة يتم تنفيذها خلال بناء التعليمات البرمجية. يتم اختبار رمز ثابت والتحقق منه ضد أنواع مختلفة من الهجوم عن طريق فحص رمز مصدر البرنامج. وتشمل الأمثلة على مكافحة التخريب الثابتة التدقيق الأمني، رمز التحقق، والتضبيب. وتعتبر مكافحة التخريب الثابتة بصورة عامة كممارسة الترميز الجيدة، ويعتبر ضروريا في بعض أنظمة الالتزام. ومع ذلك، لا يمكن للحلول الثابتة ان تمنع جميع أنواع الهجمات التخريبية.
- مكافحة التخريب الديناميكية يتم تنفيذها أثناء تنفيذ التعليمات البرمجية. الرمز محمي بشكل ديناميكي ضد التخريب عن طريق فحص مستمر لسلوك البرنامج الغير مقصود. وتشمل الأمثلة على مكافحة التخريب الديناميكية تطبيق الجدران النارية، مغلفة الأمن والحماية المدمجة في البرنامج.

تطبيقات البرامج التي تعمل على أجهزة الكمبيوتر المكتبية والخوادم الشركات والأجهزة النقالة والأجهزة المدمجة جميعها في خطر من التخريب.